# Twierdzenie Cauchy’ego (rachunek różniczkowy)

Ilustracja twierdzenia Cauchy’ego o wartości średniej – krzywa płaska opisana parametrycznie, dwoma funkcjami różniczkowalnymi i. Sieczna tej krzywej, zaznaczona na czerwono, zawsze ma równoległą do niej styczną, zaznaczoną tu na zielono.

Twierdzenie Cauchy’ego, uogólnione twierdzenie o wartości średniej – twierdzenie w analizie matematycznej, konkretniej w analizie rzeczywistej i rachunku różniczkowym, zaliczane do twierdzeń o wartości średniej. Mówi, że jeśli dwie funkcje rzeczywiste na przedziale są różniczkowalne, to istnieje w tym przedziale punkt, dla którego pewne wyrażenia są równe.
Jest to uogólnienie twierdzenia Lagrange’a o wartości średniej, a przez to – twierdzenia Rolle’a. Zastosowania twierdzenia Cauchy’ego to między innymi:
- oszacowanie błędu (reszty) we wzorze Taylora[5][6];
- dowód reguły de l’Hospitala[7][8].

## Twierdzenie
Jeżeli dane funkcje {\displaystyle f} i {\displaystyle g} są:
- ciągłe w przedziale domkniętym {\displaystyle [a,b],}
- różniczkowalne w przedziale {\displaystyle (a,b),}

to istnieje punkt {\displaystyle c} należący do przedziału {\displaystyle (a,b)} taki, że:
{\displaystyle g'(c)\cdot \left[f(b)-f(a)\right]=f'(c)\cdot \left[g(b)-g(a)\right].}

## Dowód
Zdefiniujmy {\displaystyle h:[a,b]\to \mathbb {R} }
{\displaystyle h(x)=(f(b)-f(a))g(x)-(g(b)-g(a))f(x).}
Zauważmy, że {\displaystyle h} jest różniczkowalna na {\displaystyle (a,b)} oraz {\displaystyle h(a)=h(b),} więc na mocy twierdzenia Rolle’a istnieje {\displaystyle c\in (a,b)} takie, że {\displaystyle h'(c)=0.} Ponadto
{\displaystyle 0=h'(c)=(f(b)-f(a))g'(c)-(g(b)-g(a))f'(c),}
co kończy dowód.

## Wniosek
Jeżeli funkcje {\displaystyle f} i {\displaystyle g} są:
- ciągłe w przedziale domkniętym {\displaystyle [a,b],} różniczkowalne w przedziale {\displaystyle (a,b)} oraz dodatkowo {\displaystyle g'(x)\not =0} dla {\displaystyle x\in (a,b),}

to istnieje taki punkt {\displaystyle c\in (a,b),} że:
{\displaystyle {\frac {f(b)-f(a)}{g(b)-g(a)}}={\frac {f'(c)}{g'(c)}}.}

## Literatura dodatkowa
- Walter Rudin: Principles of Mathematical Analysis. McGraw-Hill, 1976, s. 107–108. ISBN 0-07-054235-X.